# Rasmus Lauritsen
Pour les articles homonymes, voir Lauritsen.
Rasmus Lauritsen, né le 27 février 1996 à Brande au Danemark, est un footballeur danois qui évolue au poste de défenseur central au Brøndby IF.

## Biographie

### FC Midtjylland
Rasmus Lauritsen est formé au FC Midtjylland, au Danemark. Il fait sa première apparition en professionnel le 8 novembre 2015, lors d'un match de championnat face à l'Esbjerg fB. Il entre en jeu à la place de Kian Hansen lors de cette rencontre remportée sur le score de cinq buts à un par son équipe.

### Skive IK
Le 5 janvier 2016, Lauritsen rejoint le Skive IK, club de deuxième division danoise, où il signe un contrat de deux ans.

### Vejle BK
Le 9 juin 2017, Rasmus Lauritsen rejoint un autre club de deuxième division, le Vejle BK, avec lequel il signe un contrat de deux ans. Il joue son premier match sous ses nouvelles couleurs le 30 juillet 2017 face au HB Køge, en championnat. Lors de cette partie il inscrit également son premier but pour le club, participant à la victoire de son équipe par trois buts à un. À l'issue de cette saison 2017-2018 le Velje BK est sacré champion et est ainsi promu en première division.

### IFK Norrköping
Le 11 février 2019, Lauritsen quitte le Danemark pour rejoindre la Suède, en s'engageant avec l'IFK Norrköping.
Lauritsen inscrit son premier but pour Norrköping le 11 août 2019, lors d'une rencontre de championnat face à l'IF Elfsborg. Titulaire, il participe à la victoire de son équipe par deux buts à zéro.

### Dinamo Zagreb
Le 2 octobre 2020, Rasmus Lauritsen rejoint la Croatie, signant en faveur du Dinamo Zagreb.
Lauritsen inscrit son premier but pour le Dinamo Zagreb le 13 décembre 2020, lors d'une rencontre de championnat face au HNK Rijeka. Il est titulaire et son équipe fait match nul (2-2 score final).

### Brøndby IF
Le 30 janvier 2023, Rasmus Lauritsen fait son retour au Danemark en s'engageant au Brøndby IF. Il signe un contrat courant jusqu'en juin 2027 et vient notamment pour renforcer la défense après le départ du capitaine Andreas Maxsø, parti au Colorado Rapids,.

## Palmarès
Dinamo Zagreb
- Champion de Croatie en 2021 et 2022.